# Garden Hotspurs FC
El Garden Hotspurs FC es un equipo de fútbol de San Cristóbal y Nieves que milita en la SKNFA Superliga, la liga de fútbol más importante del país.

## Historia
Fue fundado en el año 1962 en la capital Basseterre y ha conseguido ser campeón de la Superliga en 4 ocasiones y 2 subcampeonatos. Nunca ha sido campeón de Copa.
A nivel internacional ha participado en 1 torneo continental, en el Campeonato de Clubes de la CFU del año 2001, el cual abandonó en la Segunda ronda por razones desconocidas.

## Palmarés
- SKNFA Superliga: 4

1986, 1990, 1994, 2000-01
- - Subcampeonatos: 2

1999, 2002

## Participación en competiciones de la CONCACAF
- Campeonato de Clubes de la CFU: 1 aparición

2001 - abandonó en la Segunda ronda